# Versammlungsgesetz 1953
Das Versammlungsgesetz 1953 (VslgG 1953) regelt in Österreich die Abhaltung von Volksversammlungen und allgemein zugänglichen Versammlungen ohne Beschränkung auf geladene Gäste. Nach Maßgabe dieses Gesetzes sind Versammlungen gestattet. Verfassungsrechtliche Grundlagen für das Versammlungsgesetz bilden Artikel 12 des Staatsgrundgesetzes über die allgemeinen Rechte der Staatsbürger von 1867 (StGG 1867) sowie Artikel 11 der Europäischen Menschenrechtskonvention (EMRK), welche in Österreich im Verfassungsrang stehen.

## Definition einer Versammlung
Das Versammlungsgesetz enthält keine Definition des Begriffs Versammlung. Der ständigen Rechtsprechung des Verfassungsgerichtshofes zufolge handelt es sich bei einer Versammlung im Sinne des Versammlungsgesetzes um eine „Zusammenkunft mehrerer Personen, die in der Absicht veranstaltet wird, die Anwesenden zu einem gemeinsamen Wirken zu bringen, sodass eine gewisse Assoziation der Zusammenkommenden entsteht“.
Eine Versammlung erfordert eine Mindestteilnehmerzahl von drei Personen und eine Interaktion der Teilnehmer. Die bloße Weitergabe von Informationen (z. B. Aushändigen von Broschüren) an vorbeikommende Passanten erfüllt nicht den Begriff einer Versammlung.

## Arten von Versammlungen

### Volksversammlungen und allgemein zugängliche Versammlungen
Sie sind gemäß § 2 mindestens 48 Stunden vor ihrem Beginn der jeweilig zuständigen Behörde, in der Regel eine Bezirkshauptmannschaft oder der jeweiligen Landespolizeidirektion, mit Bekanntgabe des Zweckes, des Ortes und der Zeit der Versammlung schriftlich anzuzeigen.  Ist die Teilnahme von Vertretern ausländischer Staaten, internationaler Organisationen und anderer Völkerrechtssubjekte beabsichtigt, so muss auch dies gem. § 2 Abs. 1a angezeigt werden. In diesem Fall muss die Versammlung schon eine Woche im Voraus angezeigt werden.
Sie können in geschlossenen Räumen oder unter freiem Himmel stattfinden. Als unter freiem Himmel stattfindend gilt auch eine Versammlung in einem Lokal, bei der auf der Straße Lautsprecher aufgestellt sind.
Während der Nationalrat, der Bundesrat, die Bundesversammlung oder ein Landtag versammelt ist, darf jedoch gemäß § 7 im Umkreis von 300 Metern von ihrem Sitz keine Versammlung unter freiem Himmel stattfinden („Bannmeile“). Diese Zone betrug bis zur Novellierung im Jahr 1968 ursprünglich sogar 38 Kilometer.

### Versammlungen, welche sich auf geladene Gäste beschränken
Solche Versammlungen sind von der Anzeigepflicht ausgenommen. Als geladene Gäste werden nur solche Personen angesehen, die persönlich und individuell vom Veranstalter der Versammlung geladen werden.

### Wahlversammlungen
Gemäß § 4 sind Wahlversammlungen nur dann vom Versammlungsgesetz ausgenommen, wenn sie zur Zeit der ausgeschriebenen Wahl und nicht unter freiem Himmel stattfinden.

### Nichtversammlungen
- Öffentliche Belustigungen
- Hochzeitszüge, volksbräuchliche Feste und Aufzüge
- Leichenbegängnisse, Prozessionen, Wallfahrten und
- sonstige Versammlungen und Aufzüge in der hergebrachten Art

gelten nicht als Versammlung. Diese Veranstaltungen sind jedoch gem. Straßenverkehrsordnung drei Tage vorher anzeigepflichtig, Leichenbegängnisse 24 Stunden vorher.

## Veranstalter, Leiter und Ordner von Versammlungen
Ausländer dürfen gem. § 8 weder als Veranstalter, noch als Leiter oder Ordner bei einer Versammlung auftreten. Leiter und Ordner sind verpflichtet, für die Wahrung des Gesetzes und für die Aufrechterhaltung der Ordnung Sorge zu tragen und gesetzwidrigen Äußerungen oder Handlungen sofort entgegenzutreten. Der Leiter ist ebenfalls dazu verpflichtet, die Versammlung aufzulösen, wenn den Anordnungen keine Folge geleistet wird.

## Vermummungsverbot
§ 9 spricht ein so genanntes Vermummungsverbot aus. Von einer Durchsetzung des Verbotes kann abgesehen werden, wenn eine Gefährdung der öffentlichen Sicherheit und Ordnung nicht zu befürchten ist. Ein Verstoß kann gemäß § 19 mit sechs Wochen Arrest oder Geldstrafe bestraft werden. Sofern beim Verstoß eine Waffe mitgeführt wird, so sieht § 19a eine Freiheitsstrafe bis zu sechs Monaten, im Wiederholungsfall von bis zu einem Jahr, oder Geldstrafe vor.

## Untersagung und Auflösung von Versammlungen
Eine Versammlung kann gem. § 6 Abs. 1 durch die zuständige Behörde untersagt werden, wenn diese dem Strafgesetz zuwiderläuft oder die öffentliche Sicherheit oder das öffentliche Wohl gefährdet. Gem. § 6 Abs. 2 kann außerdem eine Versammlung untersagt werden, die der politischen Tätigkeit von Drittstaatsangehörigen dient und den anerkannten internationalen Rechtsgrundsätzen und Gepflogenheiten oder den völkerrechtlichen Verpflichtungen, den demokratischen Grundwerten oder außenpolitischen Interessen der Republik Österreich zuwiderläuft.
Die örtlich zuständige Behörde kann gem. § 12 zu jeder Versammlung einen Vertreter (Konzeptsbeamter, auch in Uniform) entsenden, welcher die Versammlung auflösen kann, wenn sich gesetzwidrige Vorgänge ereignen oder wenn sie einen die öffentliche Ordnung bedrohenden Charakter annimmt. Bei Auflösung einer Versammlung sind alle Anwesenden gem. § 14 verpflichtet den Versammlungsort sogleich zu verlassen und auseinanderzugehen. Falls dem nicht Folge geleistet wird, können Zwangsmittel, wie zum Beispiel auch der polizeiliche Waffengebrauch, eingesetzt werden. Bei dringender Gefahr für die öffentliche Ordnung und Sicherheit ist jedoch jede Behörde, die für die Aufrechterhaltung zu sorgen hat, berechtigt, eine Versammlung, die gegen das Gesetz verstößt, zu untersagen oder aufzulösen, wovon die zuständige Behörde sofort zu verständigen ist.

## Schutzbereich
Gem. § 7a muss die Behörde den Bereich um eine Versammlung, der für ihre ungestörte Abhaltung notwendig ist, als Schutzzone festlegen. Diese Schutzzone darf maximal 150 m im Umkreis um eine Versammlung betragen. Wird kein Schutzbereich ausdrücklich festgelegt, so gilt eine Schutzzone von 50 m Umkreis. Innerhalb der Schutzzone sind andere Versammlungen verboten.

## Strafbestimmungen
Übertretungen des Versammlungsgesetzes sind, sofern darauf das StGB keine Anwendung findet, gem. § 19 von der Bezirksverwaltungsbehörde bzw. Landespolizeidirektion mit Arrest bis zu sechs Wochen oder mit Geldstrafe bis zu 720 Euro zu ahnden. Strafrechtliche Tatbestände bilden die §§ 284 („Sprengung einer Versammlung“) und 285 („Verhinderung oder Störung einer Versammlung“) StGB.

## Versammlungsgesetz-Novelle 2017
Auf Initiative der SPÖ und der ÖVP wurde 2017 das Versammlungsgesetz novelliert. Seit dieser Novelle
- ist die Anmeldefrist 48 Stunden statt 24 Stunden
- gibt es eine Anmeldefrist von einer Woche für Versammlungen, bei denen die Teilnahme von Vertretern ausländischer Staaten, internationaler Organisationen und anderer Völkerrechtssubjekte beabsichtigt ist,
- muss die Behörde einen erforderlichen Schutzbereich im Umkreis der Versammlung festlegen,
- gibt es mit § 6 Abs. 2 eine neue Untersagungsmöglichkeit geschaffen, sodass nun auch Versammlungen untersagt werden dürfen, die der politischen Tätigkeit von Drittstaatsangehörigen dient und den anerkannten internationalen Rechtsgrundsätzen und Gepflogenheiten oder den völkerrechtlichen Verpflichtungen, den demokratischen Grundwerten oder außenpolitischen Interessen der Republik Österreich zuwiderlaufen.

Im parlamentarischen Begutachtungsverfahren wurde zu dieser Novelle viel Kritik geäußert, z. B. von Amnesty International, vom Netzwerk Kritische Rechtswissenschaften oder von epicenter.works.